# Puli (autótípus)
A Puli egy magyar autótípus (kétszemélyes városi törpeautó) volt, amelyet 1986-tól 1998-ig a hódmezővásárhelyi Hódgép gyártott. Tervezője Szolár Tibor. Később több más változatban és elektromos hajtással is megjelent.

## Története
Egy állítólagos francia befektető, bizonyos Teddy Marson ötlete volt a kisautó gyártása, mert Franciaországban az ilyen kis teljesítményű járművek vezetéséhez az 1980-as években nem kellett B kategóriás gépjárművezetői engedély. Marson több másik országban is próbálkozott az autó ötletével, de támogatást Magyarországig senkinél sem sikerült elérnie, az összeomlófélben lévő KGST-vel piacát vesztő Magyarország a Technoimpex külkereskedelmi vállalat révén viszont hajlandó volt 80 000 frank támogatásról szerződést kötni a gyanús francia cégével, a Société Marsonnal, ráadásul Marson minden eladott autó után 150 frankra volt jogosult. A magyar cég a kisautó gyártásával nemzetközi sikerekben reménykedett.  
1986-ban francia megrendelésre három prototípus készült el az akkor még Hungi City nevű városi kisautóból. Először az Ikarust keresték meg a gyártással, de annak egy másik kisautóprojekt, a Tecoplan Leo kötötte le a kapacitását, ezután jutottak el az állami megrendeléseket elvesztő Hódgéphez. A Hódgép kapva kapott a lehetőségen, de két fő probléma támadt: egyrészt Marson az ígérete ellenére nem talált vevőket a gyártani kívánt autókra, másrészt a – kezdetben Hungi City, majd Pouli, végül Puli nevű – kisautó mindvégig rendkívül pontatlan, igénytelen minőségben készült. Ehhez jöttek az import alkatrészek, amihez csak drága nyugati valutával lehetett hozzájutni, ezért igyekeztek a kocsit itthonról beszerezhető (Lada, Polski Fiat, Trabant) alkatrészekkel szerelni.  
A gyártás megkezdésére 20 millió forintot szántak, ami rendkívül kevés volt, emiatt volt javarészt pontatlan élőmunka a gyártás során. A külföldön is bemutatott tesztpéldányok is számos gyermekbetegségtől szenvedtek: zajosak, nyekergősek voltak, és egy kis esőtől is hamar beáztak. Az eredetileg használt japán gyártású motorok gazdaságtalanok voltak, ráadásul a magyar cég pereskedésbe is kezdett a gyártóval. Újratervezés következett, ahol számos változást eszközöltek, több alkatrész az Ikarustól származott, de így is drága maradt, mert már a KGST is valutát kért rubel helyett az ottani alkatrészekért. Közben további változatokat is terveztek (kabrió, kombi, áruszállító stb.), de Marson elmaradt vevői miatt a magyaroknak kellett új befektetőket találni, akik viszont a kocsi továbbra is gyatra színvonala miatt mind sorra elálltak a lehetséges üzlettől; még a Magyar Posta is emiatt hátrált ki a Puli mögül, ami kezdetben ígéretes kézbesítői járműnek tűnt. 
Az 1990-es években gyártottak egy elektromos modellt is Puli Pinguin néven, amelyben Pinguin márkájú akkumulátorok voltak. Voltak újabb áttervezések és típusok is, de a rendszerváltás után még inkább piacképtelennek tűntek, részben a rossz minőség, részben a magas ár miatt. A Hódgépből ekkorra már Puli Kft.-vé váló cégnek egyre nőttek az adósságai. 
Demszky Gábor akkori főpolgármesternek ugyanakkor megtetszett a jármű, és a 2E nevű áruszállító változatból több tucatot vásároltak a budapesti kórházak, a Fővárosi Elektromos Művek (ELMŰ) és a fővárosi temetkezési vállalat (BTI) is. A fővárosi siker egy 600 darabos külföldi megrendelést eredményezett, aminek a rendezetlen gyártás miatt a harmadik határidejét is lekésték, így ez az üzlet is kútba esett. 
1993-ban a Puli Kft. csődeljárás alá került. A vezetőség reménykedett egy külföldi autógyár általi felvásárlásban, de ez nem történt meg, 1996-ban a cég csődbe ment, két év múlva a jogutód is megszűnt. A legtöbb működő Puli a köztemetőkben maradt fenn, mint elektromos halottaskocsi, így a temetők műhelye vált a típus amolyan „márkaszervizévé”.
A kisebb (összesen pár száz darab) külföldi siker ellenére a hazai forgalmazás nem lett sikeres, a kis gyártott darabszám (napi kettő) és az ezzel nyilvánvalóan összefüggő magas ár miatt.

## Jellemzői

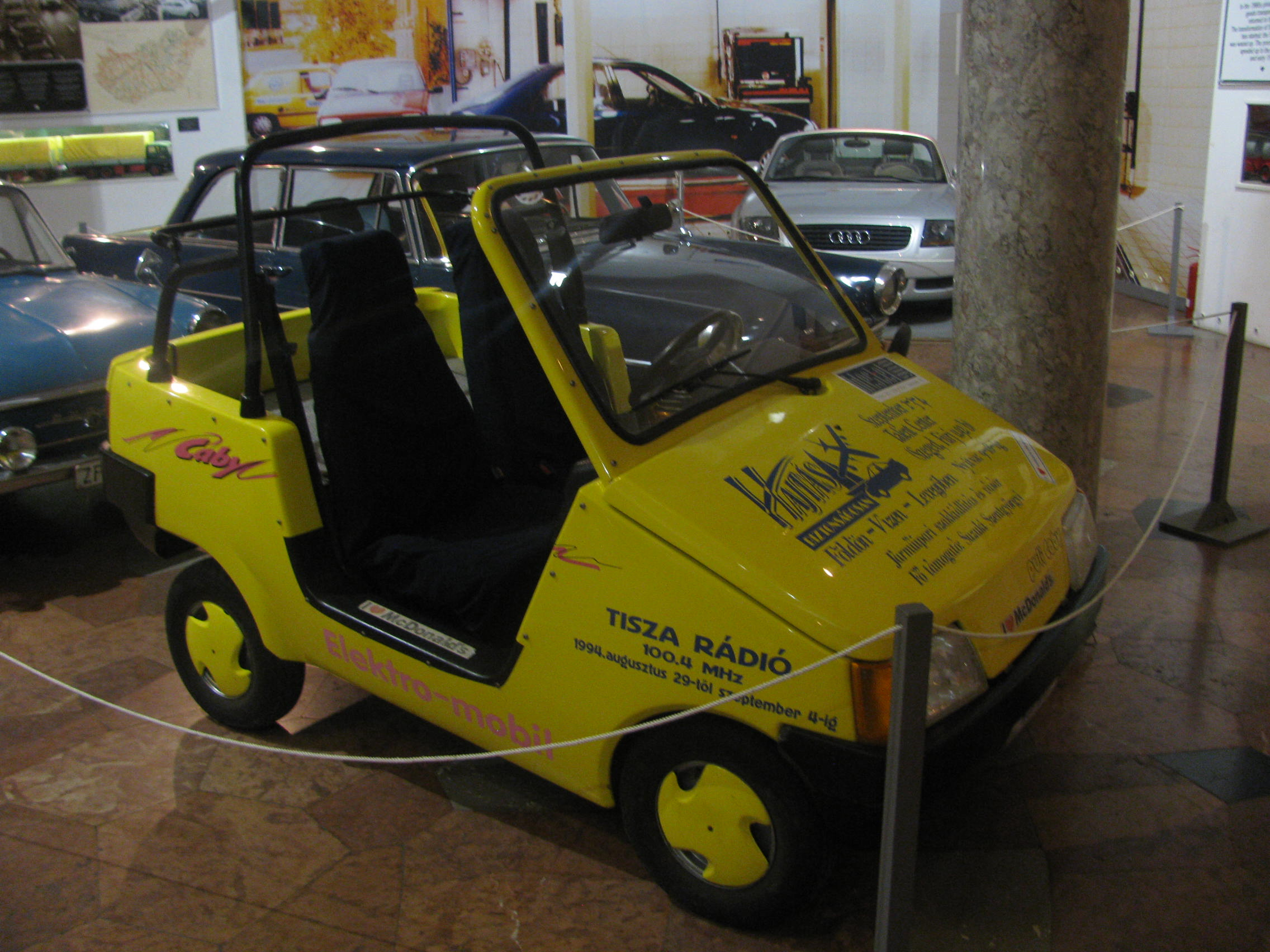
Archív kép a Magyar közlekedési múzeumból. A képen egy Puli 2E Kabrió látható

A kétüléses műanyag karosszériás autót 4 kW (5,5 LE) teljesítményű, japán gyártmányú dízelmotor hajtotta, végsebessége kb. 45 km/h.
Számos mechanikai alkatrésze korabeli Škoda-, Lada- vagy Polski Fiat-alkatrésznek felelt meg, amelyek utánpótlási lehetősége Magyarországon akkoriban egyszerűbbnek látszott. A városi kisautó jellegnek megfelelően, felépítésében alkalmaztak olyan műszaki megoldásokat, amik lehetővé tették a kisméretű (hossza 2,46 m, szélessége 1,40 m, magassága 1,42 m), kis tömegű (saját tömeg: 350 kg) jármű elkészítését. Manőverezési képessége igen jó volt: fordulási körátmérője 6,8 m.
A karosszéria acéllemezzel kombinált, üvegszálerősítésű poliészterből készült, háromajtós kivitelben, a tetőrészbe beépített napfénytetővel. Az erőátvitelt fokozatmentes automatikus tengelykapcsolóval oldották meg. A jármű hasznos terhelhetősége 200 kg volt. Csomag- vagy áruszállításra az ülések mögötti, 300 literes csomagtér nyújtott lehetőséget.
A Hódgép a két személy közlekedésén túlmenően bevásárlásra és közüzemi szolgáltatások (posta, villamos művek, gázművek) járművének szánta a Pulit.

## Modellek
| Modell  | Gyártás éve | Modellvariánsok      | Átlagos életkor (év) |
| ------- | ----------- | -------------------- | -------------------- |
| Pinguin | 1986-1998   | Egyterű Kombi Szedán | 3,55                 |
| 2E      | 1991-2000   | Kombi Coupe Kabrió   | 4,2                  |